# آدیلسون باتیستا
آدیلسون باتیستا (به پرتغالی: Adílson Dias Batista) مدافع اهل برزیل است که در شهر Adrianópolis و در تاریخ ۱۶ مارس ۱۹۶۸ به دنیا آمده‌است.
آدیلسون باتیستا در تیم‌های فوتبال باشگاه فوتبال اتلتیکو پارانائنزه ،کروزیرو،باشگاه ورزشی اینترناسیونال،اتلتیکو مینیرو، باشگاه فوتبال گرمیو و جوبیلو ایواتاکورینتیانس سابقهٔ حضور دارد. این بازیکن همچنین در سال ۱۹۹۰ – ۱۹۹۱ ۴ بار برای، تیم ملی فوتبال برزیل به میدان رفته‌است 